# Joe Steve Vásquez
Joe Steve Vásquez (Stamford, 9 de julho de 1957) é um sacerdote americano da Igreja Católica Apostólica Romana e atual arcebispo de Galveston-Houston.

## Biografia
Joe Vásquez, que é descendente de mexicano-americanos, nasceu em 9 de julho de 1957, em Stamford , Texas , filho de Juan (n. 1933) e Elvira Vásquez (m. 2005). Seu pai, um veterano da Guerra da Coreia, abandonou a escola na segunda série para sustentar sua família e mais tarde ganhou a vida como mecânico. O mais velho de seis filhos, Joe Vásquez tem três irmãos, Robert, Samuel e James; e duas irmãs, Cynthia e Consuelo.
Vásquez frequentou escolas públicas em Stamford e Abilene, Texas . De 1976 a 1980, estudou no Seminário St. Mary e na Universidade de St. Thomas , ambos em Houston, obtendo seu diploma de Bacharel em Teologia. Ele então continuou seus estudos no Pontifício Colégio Norte-Americano e na Pontifícia Universidade Gregoriana em Roma de 1980 a 1985.

### Sacerdócio
Vásquez foi ordenado sacerdote na Catedral do Sagrado Coração em San Angelo pelo Bispo Joseph Fiorenza para a Diocese de San Angelo em 30 de junho de 1984.
Após sua ordenação em 1984, a diocese nomeou Vásquez como vigário paroquial na Paróquia de St. Joseph em Odessa, Texas . Ele deixou Odessa em 1987 para se tornar pastor da Paróquia de St. Joseph em Fort Stockton, Texas , onde permaneceu pelos próximos 10 anos. A diocese em 1997 transferiu Vásquez para a Paróquia de St. Joseph em San Angelo, Texas, para servir como pastor lá.
Durante seu tempo em San Angelo, Vásquez também serviu como vigário episcopal para os hispânicos e foi membro do conselho presbiteral e do conselho financeiro.

### Bispo Auxiliar de Galveston-Houston
Em 30 de novembro de 2001, Vásquez foi nomeado bispo auxiliar de Galveston-Houston e bispo titular de Cova pelo Papa João Paulo II. Ele recebeu sua consagração episcopal em 23 de janeiro de 2002, de Fiorenza, com o arcebispo Patrick Flores e o bispo Michael Pfeifer servindo como co-consagradores. Vásquez selecionou como seu lema episcopal : "Sígueme".
Enquanto bispo auxiliar, Vásquez serviu como vigário geral/chanceler da arquidiocese.

### Bispo de Austin
Em 26 de janeiro de 2010, Vásquez foi nomeado bispo de Austin pelo Papa Bento XVI, preenchendo a vaga deixada pelo bispo Gregory Aymond. Vásquez foi empossado em 8 de março de 2010.
Em janeiro de 2019, a diocese divulgou uma lista de 22 clérigos com acusações credíveis de abuso sexual. Vásquez expressou suas desculpas aos paroquianos por seus supostos crimes.

### Administrador apostólico de Tyler
Em 11 de novembro de 2023, Vásquez foi nomeado pelo Papa Francisco para também servir como administrador apostólico da Diocese de Tyler depois que o papa demitiu o bispo Joseph Strickland. Em 20 de dezembro de 2024, o Papa Francisco nomeou Gregory Kelly para suceder Strickland.

### Arcebispo de Galveston-Houston
Em 20 de janeiro de 2025, Vásquez foi nomeado pelo Papa Francisco como Arcebispo de Galveston-Houston, após a renúncia de Daniel DiNardo, feita no mesmo dia. Ele está programado para ser instalado em 25 de março de 2025.